# Фонтан Брюа
Фонтан Брюа (фр. La Fontaine de l’Amiral Bruat) — достопримечательность в городе Кольмар, Франция. Первый фонтан в Кольмаре, в котором была установлена система подачи воды. Скульптор Огюст Бартольди.

## История
Скульптор Фредерик Огюст Бартольди построил в городе Кольмаре фонтан в честь адмирала Армана Жозефа Брюа, который родился в Кольмаре в 1796 году и умер в 1855 году. Открытие фонтана состоялось в 1864 году. Этот фонтан стал первым фонтаном в Кольмаре, в котором была установлена система для подачи воды. Фонтан представляет собой аллегории четырех континентов. Изначально, лица статуй фонтана были изготовлены из розового песчаника. Они символизировали Африку, Азию, Океанию и Америку. А наполнение фонтана водой было символом морских побед адмирала. В правой руке статуя адмирала держит свернутую карту, его взгляд направлен в сторону горизонта. Статуи, символизирующие континенты, были созданы не случайно — на этих четырех континентах служил адмирал Брюа. Америка и Африка представлены двумя дикарями, у первого есть звезда во лбу, он осыпает землю изобилием и попирает идолов прошлого. Вторая статуя обладает меланхоличным выражением лица. Азия и Океания представлены двумя женскими фигурами. Это финикийские женщины, с длинными бровями.
Статуя-фонтан расположена у входа в общественный сад, она находится в окружении деревьев и кустов.
В 1940 году фонтан разрушили. В 1958 году его частично реставрировали, восстановив бронзовую статую, и установив ее на новом фонтане. От статуй-континентов остались только головы, которые были найдены жителями города и помещены в музей Бартольди. В связи с этим были созданы новые статуи, которые символизировали Африку, Азию, Океанию и Америку. Свой интерес к фонтану высказывал Альберт Швейцер. В своих трудах он упоминал, что этот фонтан вдохновил его на то, чтобы стать врачом в Африке.
Скульптором нового фонтана стал Жерар Чоин, архитектором — Мишель Порту. Некоторые части изделия сохранились в музее Бартольди в Кольмаре. Новый фонтан создан в оригинальном стиле и мало чем напоминает изначальную версию сооружения.
Фонтан расположен в парке «Марсово поле» (фр. Parc du Champ de Mars).